# Estadio Général Lansana Conté
El Estadio Général Lansana Conté (en francés: Stade Général Lansana Conté) anteriormente Estadio de Nongo, es un estadio de usos múltiples ubicado en la ciudad de Conakri, la capital del país africano de Guinea, posee una capacidad de 50.000 asientos y es el estadio más grande del país. Se utiliza sobre todo para el fútbol. Fue terminado en el año 2011, para el uso de equipos locales y para competiciones de atletismo y como sede de los partidos de la Selección de fútbol de Guinea.
Fue inaugurado el 24 de noviembre de 2019 y lleva el nombre del expresidente de Guinea, el difunto general Lansana Conté, fallecido en diciembre de 2008.

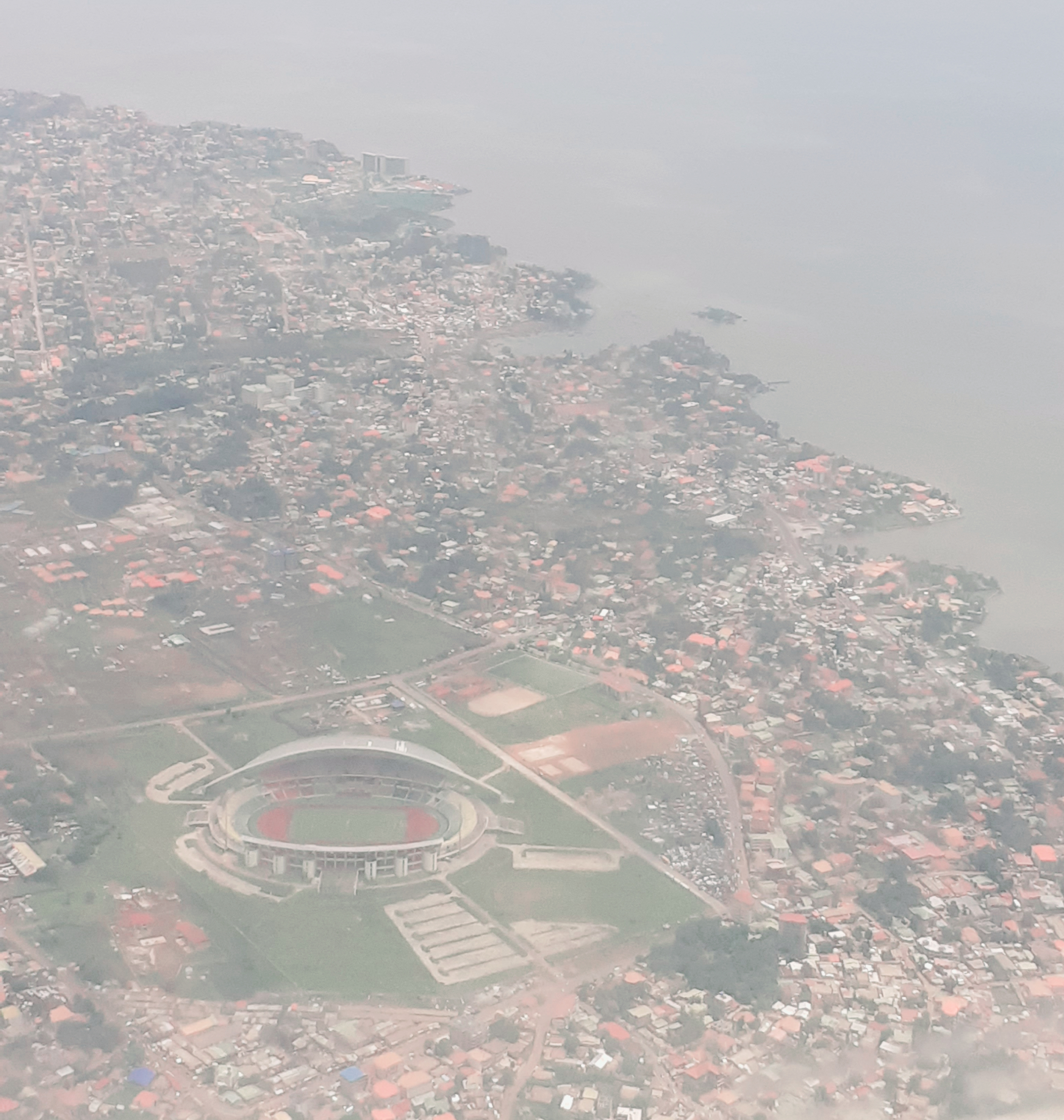
imagen aérea